# Episodi di Power Rangers in Space
La prima e unica stagione della serie televisiva Power Rangers in Space è composta da 43 episodi, andati in onda negli Stati Uniti su ABC dal febbraio 1998 e in Italia su Fox Kids.
| nº | Titolo originale                 | Titolo italiano                                  | Prima TV USA      | Prima TV Italia |
| -- | -------------------------------- | ------------------------------------------------ | ----------------- | --------------- |
| 1  | From Out of Nowhere: Part 1      | Fuori dal Nulla (parte 1)                        | 6 febbraio 1998   |                 |
| 2  | From Out of Nowhere: Part 2      | Fuori dal Nulla (parte 2)                        | 13 febbraio 1998  |                 |
| 3  | Save Our Ship                    | Un'astronave da Salvare                          | 20 febbraio 1998  |                 |
| 4  | Shell Shocked                    | Le Tartarughe Ninja                              | 27 febbraio 1998  |                 |
| 5  | Never Stop Searching             | false Speranse                                   | 6 marzo 1998      |                 |
| 6  | Satellite Search                 | preziose informazioni                            | 13 marzo 1998     |                 |
| 7  | A Ranger Among Thieves           | Un ranger ladro                                  | 20 marzo 1998     |                 |
| 8  | When Push Comes to Shove         | L'appuntamento di Cassie                         | 27 marzo 1998     |                 |
| 9  | The Craterite Invasion           | L'invasione                                      | 3 aprile 1998     |                 |
| 10 | The Wasp with a Heart            | Pungiglione                                      | 4 aprile 1998     |                 |
| 11 | The Delta Discovery              | La scoperta Delta                                | 11 aprile 1998    |                 |
| 12 | The Great Evilyzer               | La grande invenzione                             | 18 aprile 1998    |                 |
| 13 | Grandma Matchmaker               | Nonna combinaincontri                            | 25 aprile 1998    |                 |
| 14 | The Barillian Sting              | L'attacco di Darkonda                            | 2 maggio 1998     |                 |
| 15 | TJ's Identity Crisis             | Crisi d'identità                                 | 9 maggio 1998     |                 |
| 16 | Flashes of Darkonda              | Il ritorno di Darkonda                           | 16 maggio 1998    |                 |
| 17 | The Rangers' Mega Voyage         | Il Mega Voyager                                  | 12 settembre 1998 |                 |
| 18 | True Blue to the Rescue          | Justin alla riscossa                             | 19 settembre 1998 |                 |
| 19 | Invasion of the Body Switcher    | Cambio di corpo                                  | 26 settembre 1998 |                 |
| 20 | Survival of the Silver           | Silver Ranger                                    | 3 ottobre 1998    |                 |
| 21 | Red with Envy                    | Rosso d'invidia                                  | 10 ottobre 1998   |                 |
| 22 | The Silver Secret                | Il segreto di Zhane                              | 14 ottobre 1998   |                 |
| 23 | A Date with Danger               | Un appuntamento pericoloso                       | 15 ottobre 1998   |                 |
| 24 | Zhane's Destiny                  | Il destino di Zhane                              | 16 ottobre 1998   |                 |
| 25 | Always a Chance                  | Un'altra opportunità                             | 17 ottobre 1998   |                 |
| 26 | The Secret of the Locket         | Il segreto della collana                         | 21 ottobre 1998   |                 |
| 27 | Astronema Thinks Twice           | Astronema pensa due volte                        | 23 ottobre 1998   |                 |
| 28 | The Rangers' Leap of Faith       | Il salto dei Rangers                             | 24 ottobre 1998   |                 |
| 29 | Dark Specter's Revenge: Part 1   | La vendetta di Dark Specter (parte 1)            | 28 ottobre 1998   |                 |
| 30 | Dark Specter's Revenge: Part 2   | La vendetta di Dark Specter (parte 2)            | 29 ottobre 1998   |                 |
| 31 | Rangers Gone Psycho              | Gli Psycho Rangers                               | 30 ottobre 1998   |                 |
| 32 | Carlos on Call                   | Il segreto di Carlos                             | 31 ottobre 1998   |                 |
| 33 | A Rift in the Rangers            | L'attacco degli Psycho Rangers                   | 4 novembre 1998   |                 |
| 34 | Five of a Kind                   | Cinque ragazzi speciali                          | 5 novembre 1998   |                 |
| 35 | Silence Is Golden                | Il silenzio è d'oro                              | 6 novembre 1998   |                 |
| 36 | The Enemy Within                 | Il nemico all'interno                            | 7 novembre 1998   |                 |
| 37 | Andros and the Stowaway          | L'attacco di Jakarac                             | 11 novembre 1998  |                 |
| 38 | Misson to Secret City            | Missione nella città segreta                     | 12 novembre 1998  |                 |
| 39 | Ghosts in the Machine            | Il ritorno degli Psycho Rangers                  | 13 novembre 1998  |                 |
| 40 | The Impenetrable Web             | La fine dell'Astro Megazord                      | 14 novembre 1998  |                 |
| 41 | A Line in the Sand               | Linea nella sabbia                               | 18 novembre 1998  |                 |
| 42 | Countdown to Destruction: Part 1 | Conto alla rovescia per la distruzione (parte 1) | 20 novembre 1998  |                 |
| 43 | Countdown to Destruction: Part 2 | Conto alla rovescia per la distruzione (parte 2) | 21 novembre 1998  |                 |

## Fuori dal Nulla (parte 1)
- Titolo originale: From Out of Nowhere: Part 1
- Diretto da: Jonathan Tzachor
- Scritto da: Judd Lynn

## Fuori dal Nulla (parte 2)
- Titolo originale: From Out of Nowhere: Part 2
- Diretto da: Jonathan Tzachor
- Scritto da: Judd Lynn

## Salviamo la nostra nave
- Titolo originale: Save Our Ship
- Diretto da: Isaac Florentine
- Scritto da: Judd Lynn

### Trama
- Nota: L'episodio è un crossover con la serie Tartarughe Ninja - L'avventura continua.[1]

## Le Tartarughe Ninja
- Titolo originale: Shell Shocked
- Diretto da: Blair Treu
- Scritto da: Judd Lynn

### Trama
- Nota: L'episodio è un crossover con la serie Tartarughe Ninja - L'avventura continua.[1]

## Non Stop alle ricerche
- Titolo originale: Never Stop Searching
- Diretto da: Blair Treu
- Scritto da: Steve Roth

## La ricerca del satellite
- Titolo originale: Satellite Search
- Diretto da: Blair Treu
- Scritto da: Judd Lynn

## Un ranger ladro
- Titolo originale: A Ranger Among Thieves
- Diretto da: Worth Keeter
- Scritto da: Judd Lynn

## L'appuntamento di Cassie
- Titolo originale: When Push Comes to Shove
- Diretto da: Worth Keeter
- Scritto da: Judd Lynn

## L'invasione
- Titolo originale: The Craterite Invasion
- Diretto da: Worth Keeter
- Scritto da: Judd Lynn

## Pungiglione
- Titolo originale: The Wasp with a Heart
- Diretto da: Koichi Sakamoto
- Scritto da: Judd Lynn

## La scoperta Delta
- Titolo originale: The Delta Discovery
- Diretto da: Koichi Sakamoto
- Scritto da: Judd Lynn

## La grande invenzione
- Titolo originale: The Great Evilyzer
- Diretto da: Worth Keeter
- Scritto da: Judd Lynn

## Nonna combinaincontri
- Titolo originale: Grandma Matchmaker
- Diretto da: Worth Keeter
- Scritto da: Judd Lynn

## L'attacco di Darkonda
- Titolo originale: The Barillian Sting
- Diretto da: Judd Lynn
- Scritto da: John Fletcher

## Crisi d'identità
- Titolo originale: TJ's Identity Crisis
- Diretto da: Worth Keeter
- Scritto da: Judd Lynn

## Il ritorno di Darkonda
- Titolo originale: Flashes of Darkonda
- Diretto da: Jonathan Tzachor
- Scritto da: Judd Lynn

## Il Mega Voyager
- Titolo originale: The Rangers' Mega Voyage
- Diretto da: Judd Lynn
- Scritto da: Judd Lynn

## Justin alla riscossa
- Titolo originale: True Blue to the Rescue
- Diretto da: Judd Lynn
- Scritto da: Judd Lynn

## Cambio di corpo
- Titolo originale: Invasion of the Body Switcher
- Diretto da: Judd Lynn
- Scritto da: Jackie Marchand

## Silver Ranger
- Titolo originale: Survival of the Silver
- Diretto da: Worth Keeter
- Scritto da: Judd Lynn

## Rosso d'invidia
- Titolo originale: Red with Envy
- Diretto da: Worth Keeter
- Scritto da: Judd Lynn

## Il segreto di Zhane
- Titolo originale: The Silver Secret
- Diretto da: Worth Keeter
- Scritto da: Jackie Marchand

## Un appuntamento pericoloso
- Titolo originale: A Date with Danger
- Diretto da: Koichi Sakamoto
- Scritto da: Jackie Marchand

## Il destino di Zhane
- Titolo originale: Zhane's Destiny
- Diretto da: Worth Keeter
- Scritto da: Judd Lynn

## Un'altra opportunità
- Titolo originale: Always a Chance
- Diretto da: Koichi Sakamoto
- Scritto da: Judd Lynn

## Il segreto della collana
- Titolo originale: The Secret of the Locket
- Diretto da: Worth Keeter
- Scritto da: Judd Lynn

## Astronema pensa due volte
- Titolo originale: Astronema Thinks Twice
- Diretto da: Worth Keeter
- Scritto da: Judd Lynn

## Il salto dei Rangers
- Titolo originale: The Rangers' Leap of Faith
- Diretto da: Jonathan Tzachor
- Scritto da: Judd Lynn

## La vendetta di Dark Specter (parte 1)
- Titolo originale: Dark Specter's Revenge: Part 1
- Diretto da: Tony Randel
- Scritto da: Judd Lynn, Jackie Marchand

## La vendetta di Dark Specter (parte 2)
- Titolo originale: Dark Specter's Revenge: Part 2
- Diretto da: Tony Randel
- Scritto da: Judd Lynn, Jackie Marchand

## Gli Psycho Rangers
- Titolo originale: Rangers Gone Psycho
- Diretto da: Judd Lynn
- Scritto da: Judd Lynn

## Il segreto di Carlos
- Titolo originale: Carlos on Call
- Diretto da: Judd Lynn
- Scritto da: Judd Lynn

## L'attacco degli Psycho Rangers
- Titolo originale: A Rift in the Rangers
- Diretto da: Worth Keeter
- Scritto da: Judd Lynn

## Cinque ragazzi speciali
- Titolo originale: Five of a Kind
- Diretto da: Worth Keeter
- Scritto da: Judd Lynn

## Il silenzio è d'oro
- Titolo originale: Silence Is Golden
- Diretto da: Worth Keeter
- Scritto da: Judd Lynn, Jackie Marchand

## Il nemico all'interno
- Titolo originale: The Enemy Within
- Diretto da: Worth Keeter
- Scritto da: Judd Lynn

## L'attacco di Jakarac
- Titolo originale: Andros and the Stowaway
- Diretto da: Worth Keeter
- Scritto da: Judd Lynn

## Missione nella città segreta
- Titolo originale: Misson to Secret City
- Diretto da: Koichi Sakamoto
- Scritto da: Judd Lynn

## Il ritorno degli Psycho Rangers
- Titolo originale: Ghosts in the Machine
- Diretto da: Worth Keeter
- Scritto da: Jackie Marchand

## La fine dell'Astro Megazord
- Titolo originale: The Impenetrable Web
- Diretto da: Judd Lynn
- Scritto da: Judd Lynn, Jackie Marchand

## Linea nella sabbia
- Titolo originale: A Line in the Sand
- Diretto da: Judd Lynn
- Scritto da: Judd Lynn, Jackie Marchand

## Conto alla rovescia per la distruzione (parte 1)
- Titolo originale: Countdown to Destruction: Part 1
- Diretto da: Jonathan Tzachor
- Scritto da: Judd Lynn

## Conto alla rovescia per la distruzione (parte 2)
- Titolo originale: Countdown to Destruction: Part 2
- Diretto da: Jonathan Tzachor
- Scritto da: Judd Lynn